# تل حاصل

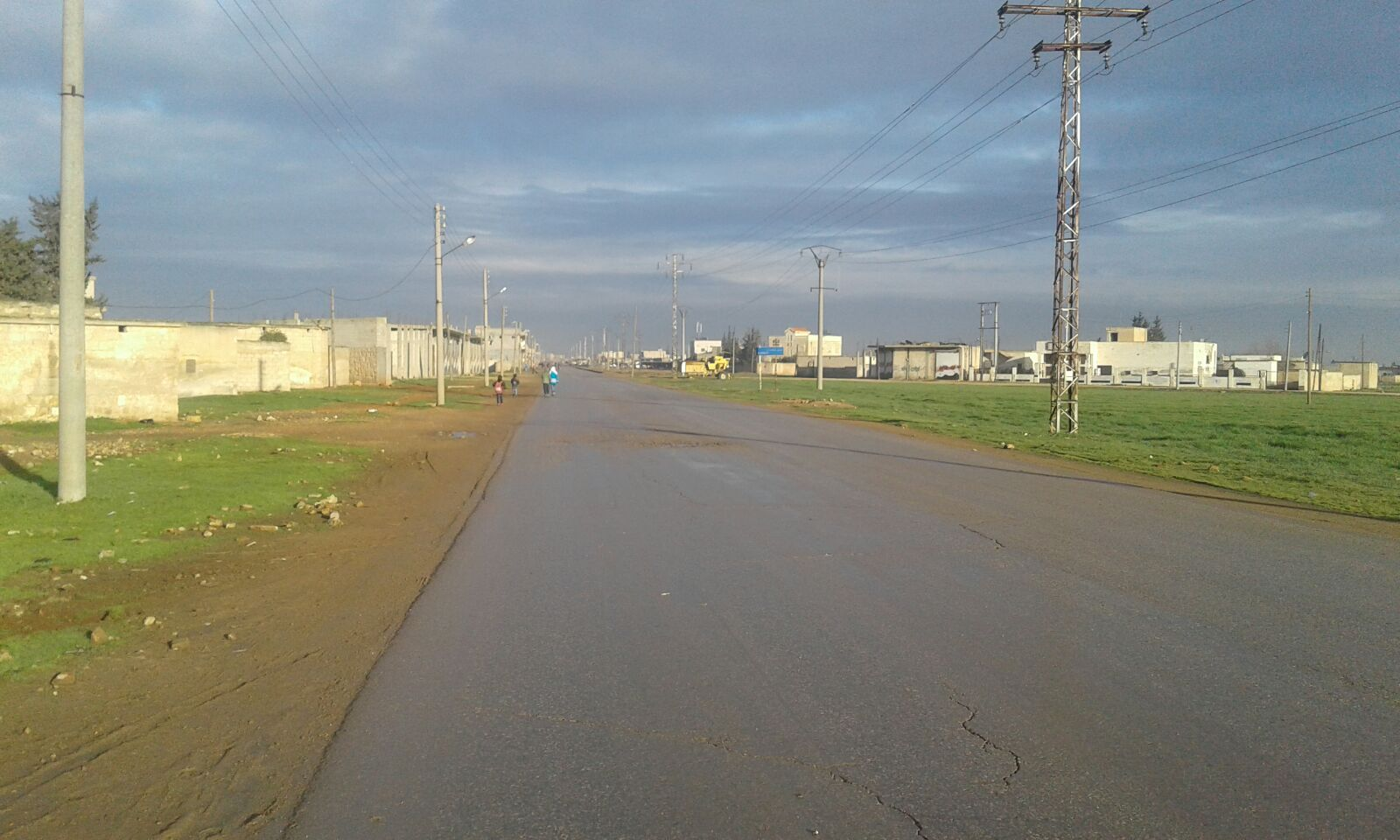
قرية تل حاصل

تل حاصل (وكانت تعرف بتلك حاصد) قرية تابعة لمنطقة السفيرة في محافظة حلب في سوريا. تقع جنوب شرق مدينة حلب. تشتهر بزراعة الخضراوات والأزهار.
تقع قرية تل حاصل على طريق حلب ـ السفيرة، وتبعد عن حلب عشرين كيلو متراً. وهي واحدة من القرى العديدة التي تقع على جانبي طريق حلب ـ السفيرة. سكان القرية أكراد من عشيرة دَنا، وهذه العشيرة يزيدية قديماً، أسلم معظم أفرادها، مركزها الأصلي جهة أورفا ولهم قرى كثيرة منها تل حاصل وتل عرن وكفر صغير والنيربية.[بحاجة لمصدر]
يبلغ عدد سكان تل حاصل 10750 نسمة بحسب إحصائيات عام 2006م.